# Геминген
Геминген (на немски: Gemmingen) е община в окръг Хайлброн в Баден-Вюртемберг, Германия, с 5080 жители (на 31 декемвеи 2015).
През 1235 г. за пръв път се споменават с Ханс фон Геминген, императорски фогт в Зинсхайм, господарите фон Геминген.